# مستعمرة عدن
مستعمرة عدن (بالإنجليزية: Colony of Aden)‏ هي إحدى مستعمرات للتاج البريطاني من الفترة 1937 حتي 1963، تألفت من مدينة عدن الساحلية والمناطق المحيطة بها مباشرة وبلغت مساحتها 192 كيلومتراً مربعاً (74 ميلاً مربعاً)، المناطق الداخلية المحيطة بمستعمرة عدن كانت منفصلة عن المستعمرة وتسمى محمية عدن. احتلت عدن لمدة 129 عاماً منذ 19 يناير 1839 حتى خروج اخر جندي بريطاني منها في 30 نوفمبر 1967 وقيام جمهورية اليمن الديمقراطية الشعبية.

## التقسيمات الإدارية

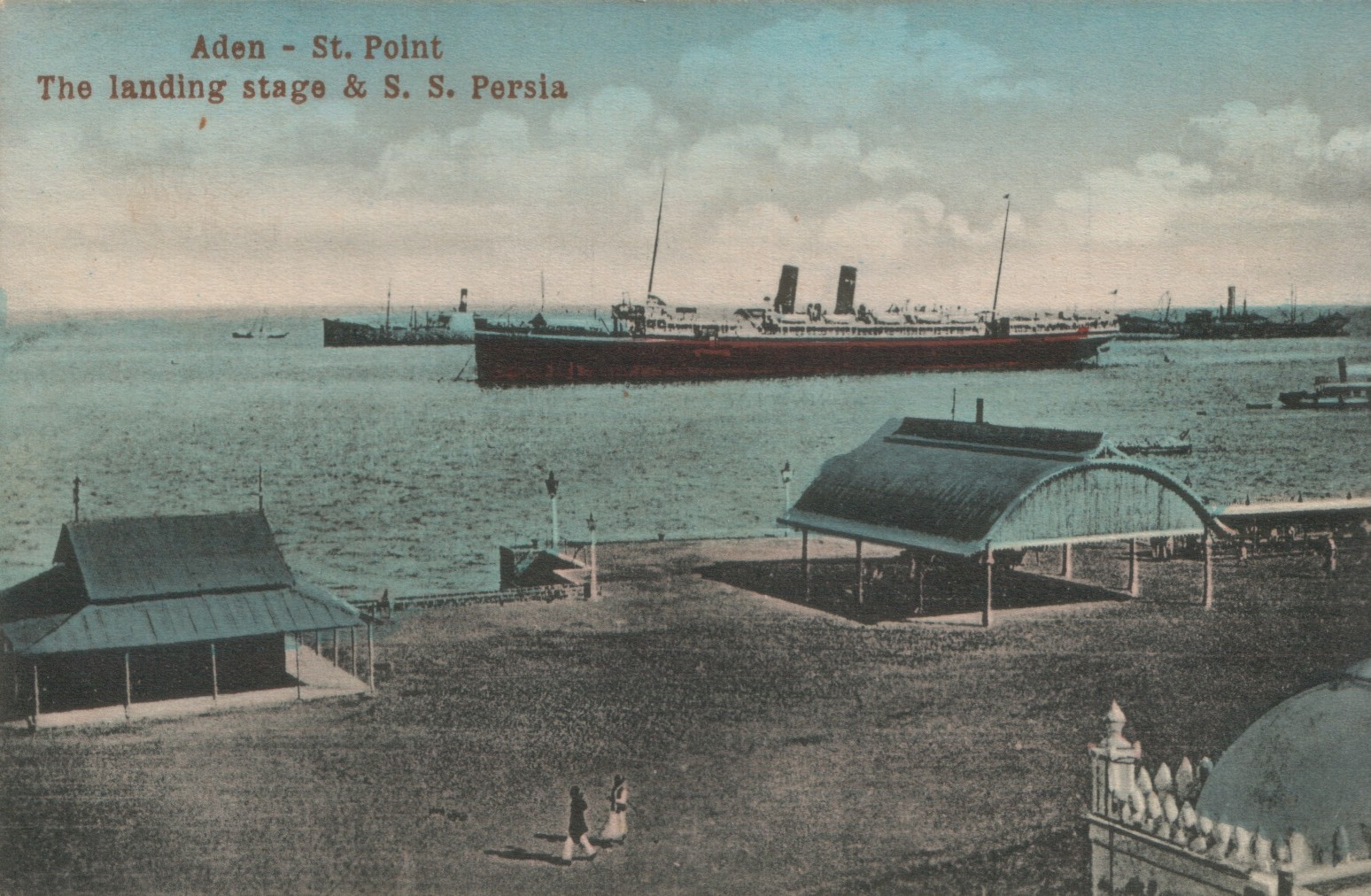
ميناء عدن (حوالي عام 1910)

في 22 يناير 1838 وقع سلطان لحج محسن بن فضل العبدلي معاهدة بالتخلي عن 194 كيلومتراً مربعاً (75 ميلاً مربعاً) لصالح مستعمرة عدن وذلك تحت ضغوط البريطانيين مقابل شطب ديونه التي يقال أنها كانت تبلغ ما لا يتجاوز 15 ألف وحدة من عملة سلطنته، مشترطا أن تبقى له الوصاية على رعاياه فيها. في 19 يناير 1839، انزلت شركة الهند الشرقية البريطانية في عدن مشاة البحرية الملكية لاحتلال الإقليم ووقف الهجمات التي يشنها القراصنة ضد السفن البريطانية المتجهة إلى الهند. ومع إنشاء محمية عدن، بدأ النفوذ البريطاني يتمدد داخليا، غربا وشرقا على حد سواء. كانت قاربت مساحة محمية عدن الغربية 75 ميلاً مربعاً والتي تنازل عنها السلطان بن فضل محسن إلى بريطانيا، في حين أن محمية عدن الشرقية تتألف من أراضي المشيخات العربية في حضرموت وجزيرة سقطرى. أصبحت عدن منفذ عبور هام للتجارة بين الهند البريطانية والبحر الأحمر، وعندما تم فتح قناة السويس في 1869، صارت محطة تزويد هامة بالفحم.
حتى 1937 وعدن تحكم كجزء من الهند البريطانية وتعرف باسم مستعمرة عدن. في عام 1857 تم إضافة 13 كيلومتر مربع بضم جزيرة بريم، وفي عام 1868 تم إضافة 73 كيلومتر مربع بضم جزر كوريا موريا، وفي عام 1915 تم إضافة 108 كيلومتر مربع بضم جزيرة كمران.
قبل 1937، كانت عدن تحكم كجزء من الهند البريطانية. في يونيو 1936م أعدت وزارة المستعمرات البريطانية مشروعاً للتعليمات التي ستصدر إلى حاكم مستعمرة عدن لعرضه أمام البرلمان ألحقته بمشروع حكومة الهند الذي اعتادت إصداره لعدن والمتضمن القانون المحلي لعدن. هذا المشروع عرضه وزير المستعمرات وفي يوليو 1936م، عرض وجاء في خمسة وعشرين بنداً من بينها تغيير تسمية المسئول عن إدارة عدن من كبير المندوبين إلى حاكم وقائد مستعمرة عدن (بالإنجليزية: Governor and commander in-chief of the colony of Aden)‏.). وفي 28 سبتمبر 1936 تم فصل الإقليم عن الهند البريطانية، وتحولت عدن بموجب الأمر الصادر عن ملك بريطانيا جورج السادس إلى مستعمرة، وبدأ في سريان هذا الفصل في 1 أبريل 1937، وبموجبه منحت عدن النظام العادي والتشريع المعمول به في المستعمرات البريطانية. وأصبحت ذات حكومة بنمط استعماري مباشر مقصور على الموظفين من أصل إنجليزي. أما ميناؤها فبقي ميناءً حراً للتجارة.
موقع عدن جعلها نقطة مهمة للبريد المار من مناطق المحيط الهندي وأوروبا. حيث أن السفن القادمة من قناة السويس مثلاً ومتجهة إلى بومباي يمكنها ترك بريد مومباسا في عدن. انظر تاريخ البريد في عدن.
بعد خسارة قناة السويس في عام 1956 أصبحت عدن القاعدة الرئيسية في المنطقة لبريطانيا. في 18 يناير 1963 دُمجت مستعمرة عدن مع اتحاد الجنوب العربي. وبعد استقلال جنوب اليمن عن بريطانيا وفي 30 نوفمبر 1967 أعلنت جمهورية اليمن الديمقراطية الشعبية.

## السكان

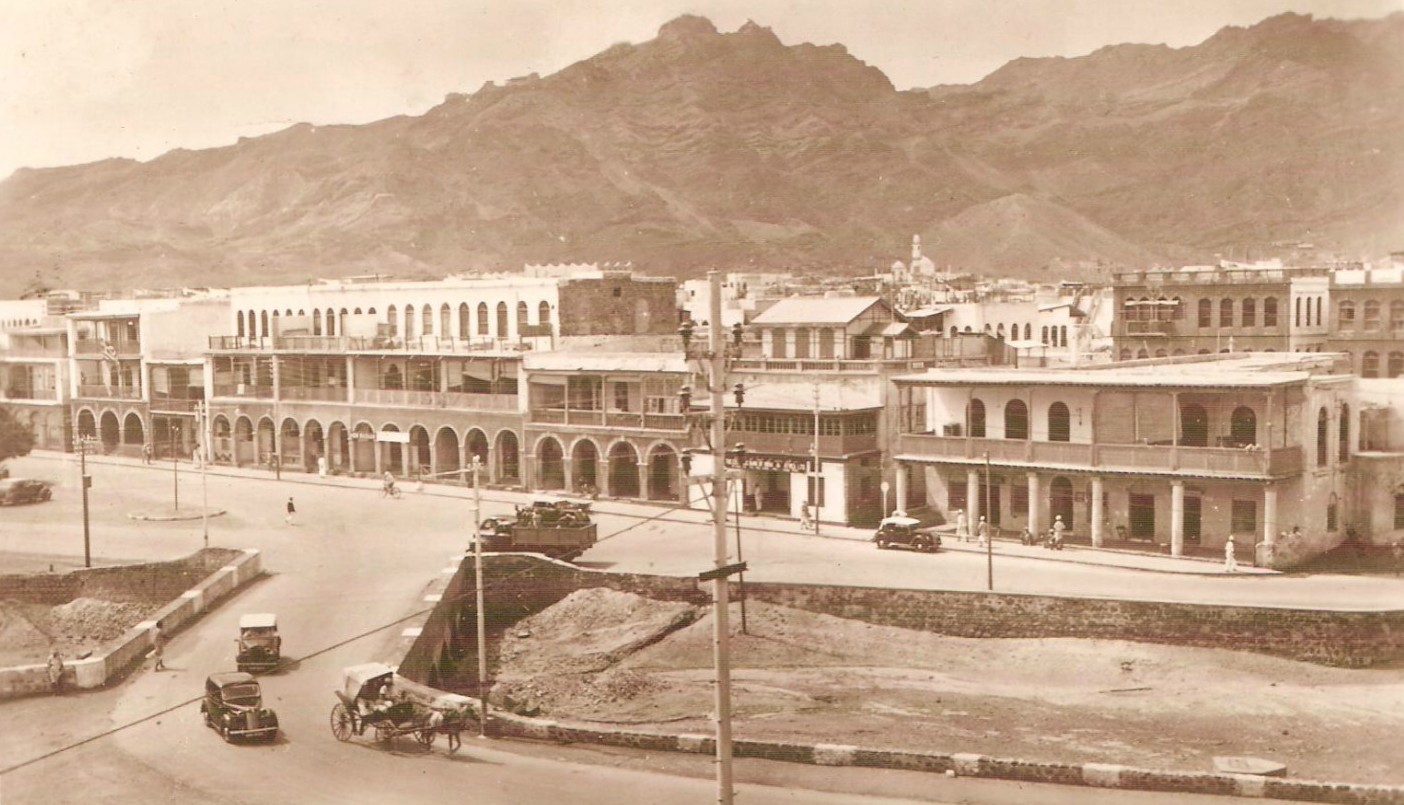
الطريق المتنزه في أواخر 1930

قبل أن تصير عدن مستعمرة بحد ذاتها، بلغ عدد سكانها سنة 1931 حوالي 51500 نسمة. أما كمستعمرة، فترة حوالي 18 عاما، فقد شهدت عدن الواقعة تحت إشراف وزارة المستعمرات البريطانية إجراء تعدادين سكانيين في سنتي 1946 و1955 بلغ سكانها تعداد 80516 نسمة و138441 نسمة على التوالي أي بزيادة فاقت %50.
سكان مستعمرة عدن 1955
| العرب   | الصوماليين | اليهود | الهنود | الأوروبيين | آخرين | المجموع |
| ------- | ---------- | ------ | ------ | ---------- | ----- | ------- |
| 103,879 | 10,611     | 831    | 15,817 | 4,484      | 2,608 | 138,441 |

## التقسيم الإداري
حينما غزت بريطانيا عدن واستولت عليها سنة 1938 لم تركن إلى حصانة عدن ومناعتها وحدها ولا قوة بريطانيا العسكرية فيها ولكنها اخذت تمد نفوذها إلى مناطق شاسعة من اليمن فاستولت على ما أسمته فيما بعد بـ «المحميات التسع» التابعة لمستعمرة عدن بأعتبار ما كانت عليه حتى 1880، وبعد هذا التاريخ بسطت حمايتها فيما بعد على كثير من المناطق المجاورة الأخرى بين مشيخة وإمارة وسلطنة عن طريق مشائخها وامرائها الذين ارتبطت معهم بإحلاف ومعاهدات وربطتهم بحكومة عدن، وجعلت من كياناتها شبه مستقلها عن بعضها البعض، وتغيرت تباعاً مسمياتها من مخاليف إلى إمارات وسلطنات، لتكون حصوناً لحماية مستعمرة عدن، وصارت تدعى المحميات الغربية والشرقية، فالمحميات الغربية هي: سلطنة لحج ومركزها الحوطة، وسلطنة الصبيحة ومركزها طور الباحة، وسلطنة الحواشب ومركزها المسيمير. ثم سلطنة الفضلي (مخلاف أبين)، وكان مركزها شقرة، ثم زنجبار ويافع العليا ومركزها المحجبة، ويافع السفلى ومركزها القارة، والعوالق العليا ومركزها نصاب، والعوالق السفلى ومركزها أحور ثم المحفد، وكانت العوالق العليا والسفلى تدعى «مخلاف أحور»، وبيحان ومركزها بيحان القصاب، والسلطنة العوذلية ومركزها زارة، ومشيخة دثينة ومركزها مودية، وإمارة الضالع ومركزها الضالع.
والمحميات الشرقية هي: سلطنة الواحدي ومركزها بئر علي وأحياناً تنقل إلى حبان، والسلطنة الكثيرية ومركزها سيئون والسلطنة القعيطية ومركزها المكلا وسلطنة المهرة ومركزها القشن.

## إدارة المستعمرة

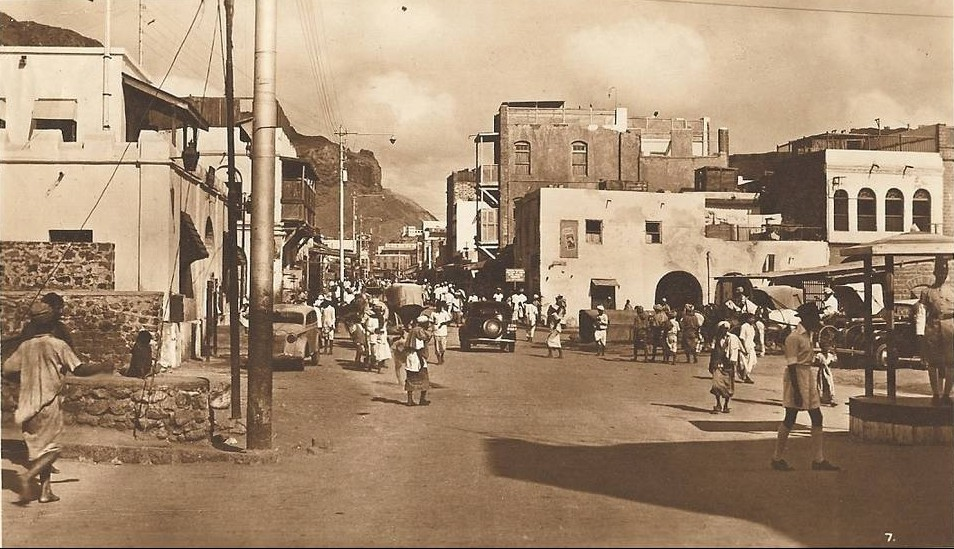
البازار الرئيسي كريتر في 1930.

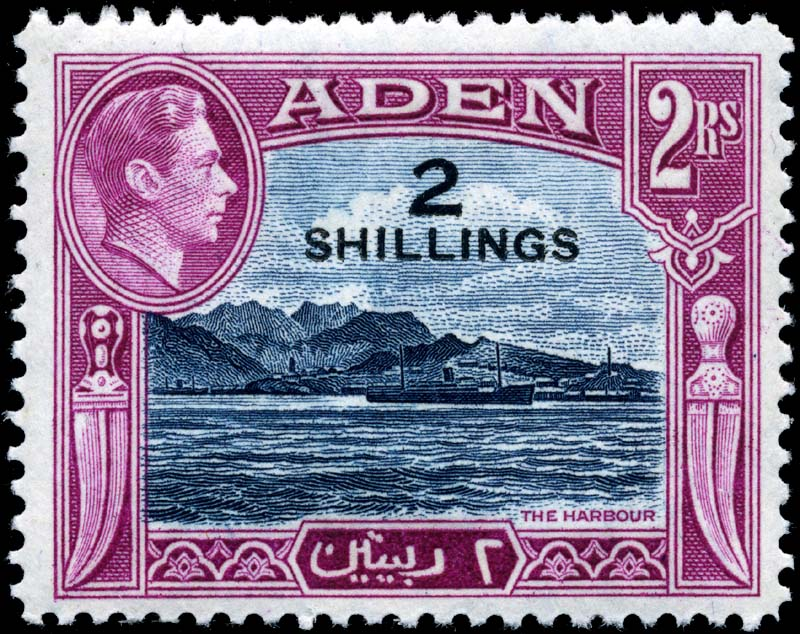
طابع بريدي صدر سنة 1951 يؤرخ لتلك الفترة

كانت مدينة عدن مرتبط بشكل أوثق في نسيج الإمبراطورية البريطانية وتطورت بسرعة أكبر من المناطق النائية المحيطة بها". القانون الأساسي لمستعمرة التاج البريطاني عدن هي تلك التي أصدرت من قبل المجلس في 28 سبتمبر 1936 والذي يتبع عادة للقانون الأساسي للمستعمرات البريطانية.
الجدير بالذكر أن قانون الشريعة لم يتم العمل به في مستعمرة عدن. «كل القضايا بما في ذلك تلك التي تتناول الإرث والأحوال الشخصية للمسلمين كانت تتم في المحاكم المدنية العادية في المستعمرة». ونظرا لعدم وجود المحاكم الشرعية في المستعمرة تسبب هذا ببعض المضايقات للسكان المسلمين.

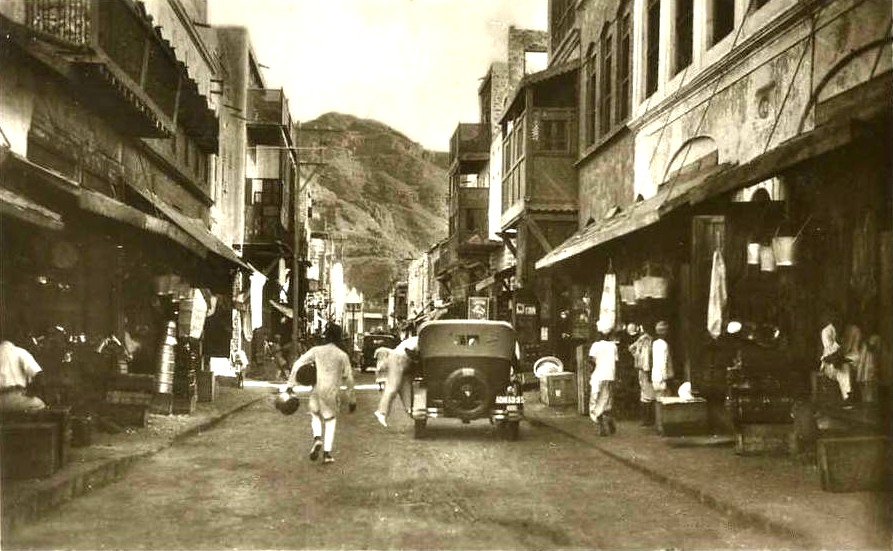
البازار الرئيسي كريتر في 1920.

كانت هناك ثلاث هيئات للحكم المحلي في المستعمرة وهي بلدية عدن وتغطي التواهي، المعلا وكريتر. سلطة بلدة الشيخ عثمان وأخيرا بلدية عدن الصغرى التي أنشئت في السنوات الأخيرة بوصفها هيئة مستقلة وتشمل مصفاة لتكرير النفط والعاملين في المستوطنة. كل هذه السلطات كانت تحت السلطة العامة للمجلس التنفيذي والذي بدوره كان يظل موضع مراقبة من قبل الحاكم.
حتى الأول من ديسمبر 1955، كان المجلس التنفيذي للمستعمرة غير منتخب. تحسن ذلك الوضع قليلا بعد هذا التاريخ حيث تم انتخاب أربعة أعضاء للمجلس. الإدارة القضائية كانت أيضا كليا في أيدي القوات البريطانية «وبالمقارنة مع غيرها من المستعمرات البريطانية، كان التطور نحو الحكم الذاتي ومزيد من المشاركة المحلية بطيئا نوعا ما».
تم توفير التعليم لجميع الأطفال، سواء من البنين والبنات على الأقل حتى المرحلة المتوسطة. اما التعليم العالي فكان متاحاً على أساس انتقائي من خلال المنح الدراسية للخارج. استخدمت اللغة العربية في التعليم في المرحلتين الابتدائية والمتوسطة في حين أن التعليم الثانوي والمدارس المستقلة استخدمت اللغات العربية والإنجليزية، الأردو، الجوجاراتية والعبرية. وكانت هناك أيضا لأولئك الذين يرغبون مدارس تحفيظ القرآن للبنين والبنات ولكن لم يكن معترف بها.

## القضايا محلية

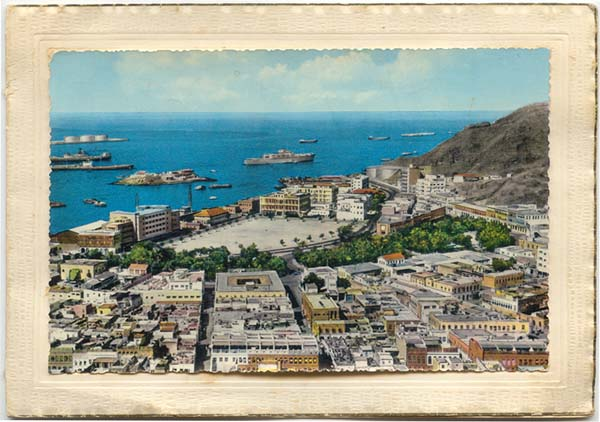
التواهي

### الحركات والنقابات العمالية والمعارضة الداخلية

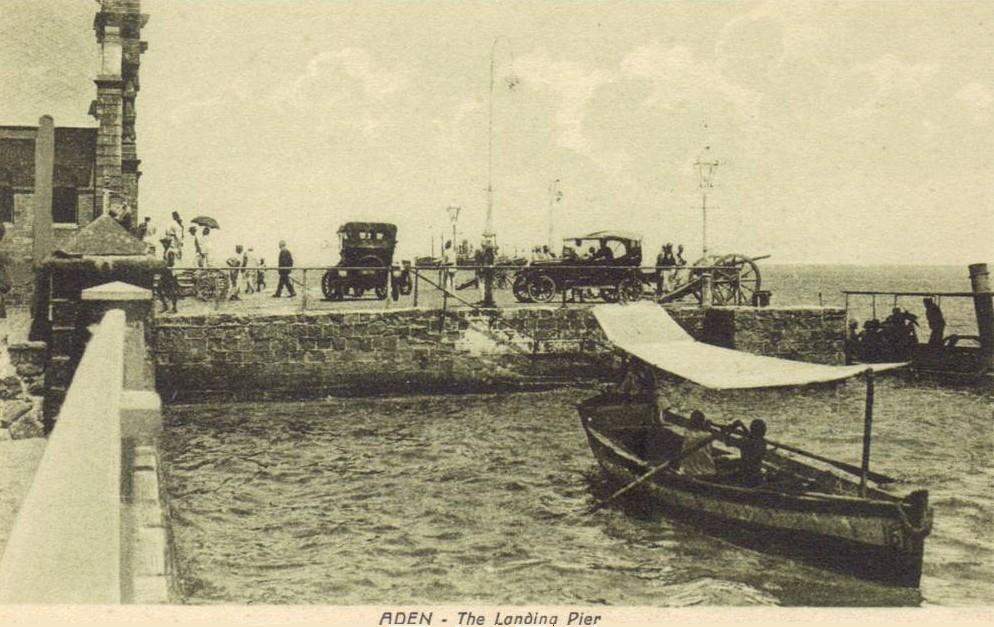
رصيف الهبوط لسفينة بخارية ، عدن، 1920.

شكلت النقابات الأساس الأكبر للاستياء الاجتماعي في عدن. حيث تشكلت أول نقابة لرابطة طيارين ميناء عدن في عام 1952، وتبعها بسرعة تشكيل نقابتين بحلول نهاية عام 1954. وبحلول 1956 تشكلت معظم النقابات للحرف المتنوعة. حيث اعتقد البريطانيين أن النموذج البريطاني للتجارة والتنمية والنقابات سيتم إتباعه. ولكن في عدن تشابكت مظالم النقابات مع المطالبات القومية والاقتصادية حيث كان من الصعب التفريق بينهما. نتيجة لذلك أصبحت الإضرابات والمظاهرات غالباً ذات دوافع سياسية، وليس لمجرد أسباب اقتصادية بحتة.
الإضرابات في عام 1956 اتسمت بالعديد من الهجمات على جماعات من غير العرب. في مايو 1958 أعلنت حالة الطوارئ في عدن حيث تصاحبت مع عدد من التفجيرات واستمرت حتى القبض على المحرضين الرئيسيين في يوليو. وفي أكتوبر 1958 كان هناك إضراب عام رافقه شغب وفوضى على نطاق واسع وانتهت بترحيل 240 يمنياً من عدن.
«بسبب تجاهل وجهات نظر القوى العاملة المحلية دفعت بريطانيا بالكثير من السكان العرب إلى معارضة الحكم حيث لم يكونوا في البداية مفتونين بجمال عبد الناصر»
في ذلك الوقت تم تحميل جزءا كبيرا من مسؤولية هذه الاضطرابات على بث إذاعة القاهرة وبتشجيع من جمال عبد الناصر القومي العربي والمناهض للامبريالية. حيث بدأت إذاعة القاهرة في بث النغمات الثورية والقومية العربية. وعثر الرجال الذين عاشوا طويلا في عزلة على لغة سياسية مشتركة وبدأت مشاعر الحرية تنتشر في أنحاء العالم العربي"
في ديسمبر 1963 كان هناك هجوم بقنبلة يدوية من قبل مهاجم مجهول على المفوض السامي الذي لم يصب بأذى ولكن ثلاثة من المارة قتلوا.

### اليهود في عدن
كانت هناك قبائل يهودية في عدن واليمن منذ مئات السنين، حيث كانوا يشكلون في المقام الأول أصحاب حرف، وبعد الاحتلال البريطاني لعدن عام 1839 أصبحت عدن مكاناً لتجمعهم.
خلال الحرب العالمية الأولى والثانية ازدهر يهود عدن بعكس أولئك الذين سكنوا شمال اليمن. شجع وعد بلفور زيادة الهجرة اليهودية إلى فلسطين، ونتيجة لذلك سعت الكثير من الجاليات اليهودية من جميع أنحاء الشرق الأوسط للهجرة إلى هناك. كان للقضية الفلسطينية أثر خطير على مكانة بريطانيا في عدن.
خلال الحرب العالمية الثانية توافد الكثير من يهود اليمن وبأعداد كبيرة إلى مستعمرة عدن في طريقهم إلى فلسطين، حيث وضعوا في مخيمات للاجئين، كان ذلك في المقام الأول من أجل سلامتهم. كانت هناك أعمال شغب كبيرة في مدينة عدن بعد إعلان قيام الدولة اليهودية في فلسطين عام 1948، حيث قتل مالا يقل عن 70 يهودياً وحُرق ونُهب جزء كبير من الحي اليهودي. بعد ذلك غادر الكثير من اليهود عدن، وهو ما تبين من تناقص عدد اليهود من 4,500 في عام 1947 إلى أقل من 500 في عام 1963.

## قضايا السياسة الخارجية
كانت عدن تقع في موقع استراتيجي حيوي وعلى طرق الملاحة الرئيسية بين البحر الأحمر والمحيط الهندي في أيام الإمبراطورية البريطانية، قيمة الميناء الرئيسية كانت تكمن في توفير المرافق والاتصالات والتموين بين قناة السويس والهند. حتى بعد استقلال الهند واصلت عدن احتلالها اهميه بالغة وحيوية لشبكة الدفاع البريطانية. بحلول عام 1958 أصبح ميناء عدن ثاني ميناء ازدحاماً في العالم بعد ميناء نيويورك. «أهمية هذا الميناء ليس مبالغاً فيها حيث كانت عدن الأساس الذي يحمي المصالح النفطية البريطانية في الخليج العربي». مصفاة عدن الصغرى لتكرير النفط كانت الأساس لاقتصاد عدن حيث كان بإمكانها تكرير 5 ملايين طن من النفط الخام سنويا. وشكلت أهم الصادرات للمستعمرة، لذلك كانت سلامة هذه المصفاة أولوية واضحة لحكومة عدن.
«كانت عدن قاعدة توازن في المنطقة في وقت كان اليمن منقسماً بسبب الحروب الأهلية، والعائلة السعودية الحاكمة لم تقدم نفسها بعد كقوة متزنة، والحكومات العراقية والسورية عرضة للثورات في ليلة وضحاها وعلاقة مصر مع كل منهما غير مؤكده».
في وقت لاحق من التاريخ كانت علاقة عدن مع الجمهورية العربية المتحدة محط اهتمام. «تكوين الجمهورية العربية المتحدة عام 1958 زاد من أهمية عدن كقاعدة عسكرية بريطانية في هذه الزاوية المضطربة من العالم». ولكن حتى قبل تشكيل الجمهورية العربية المتحدة، فقد تزايد في الوعي عن القومية العربية بين العدنيين. «حيث احتج الطلاب في عام 1946 على عدم منح الحكومة عطلة عامة في ذكرى التأسيس السنوية لجامعة الدول العربية».
أخطر مشكلة واجهت حكومة عدن في أواخر الخمسينات والستينات من القرن الماضي كانت بسبب العلاقة مع اليمن الشمالي وهجماتها على طول الحدود. اتباع اليمن للجمهورية العربية المتحدة خلق وضع معقد كما خلق العديد من المشاكل السياسية. إضافة إلى ذلك شكلت الهجرة إلى المستعمرة مصدر قلق كبير لقوى العمل المحلية.
قبل إنشاء الجمهورية العربية المتحدة كان الهدوء يخيم على عدن ليس بسبب الحامية الصغيرة الموجودة هناك ولكن بسبب عدم وجود أقطاب الجذب الرئيسية من العرب المستاءين من الحكم البريطاني.
بعض الكتاب المعاصرين لتلك الفترة مثل إليزابيث مونرو اعتقدوا بأن الوجود البريطاني في عدن وفر مبررا للهزيمة الذاتية لبريطانيا لأنها أعطت المبرر للحرب من قبل القوميين العرب. لذلك لم تكن عدن تمثل عنصر دعم بريطاني لجهود السلام في المنطقة بل كانت في الواقع سبب الكثير من المشاعر المناهضة للبريطانيين في المنطقة.
«وكما هو الحال في الكويت حيث كان كبار السن من الرجال يقدروا الوجود البريطاني كعامل ازدهار كان الشباب من القوميين العرب والحركات النقابية يعتقدوا أنه مذل».

## النظام النقدي لعدن
عندما كانت عدن ملحقة بالهند البريطانية، كانت الروبية الهندية هي عملة عدن وحتى بعد فترة وجيزة من استقلال الهند في عام 1947. في عام 1951، تم استبدال الروبية بالشلن شرق أفريقيا الذي كان على قدم المساواة مع شلن الجنيه الاسترليني. ثم مع ظهور للاتحاد العربي الجنوب، استعمل دينار الجنوب العربي في عام 1965 والذي كان على قدم المساواة مع الجنيه الاسترليني. كان الدينار العربي الجنوب وحدة مقسمة إلى عشرة فلسات. ولما أصبحت عدن المستقلة هي اليمن الجنوبي في 30 نوفمبر 1967 وبقائها خارج الكومنولث البريطاني، استمر دينار الجنوب العربي مستعملا ومكافئا للإسترليني حتى عام 1972. في يونيو 1972، خفض رئيس الوزراء البريطاني إدوارد هيث من جانب واحد منطقة الاسترليني لتشمل فقط المملكة المتحدة وجزيرة مان وجزر القنال وأيرلندا (وجبل طارق في السنة التالية). رد جنوب اليمن على الفور بإدخال ضوابط صرف خاصة بعملته لينتهي الارتباط بالمثل بالاسترليني. وكان جنوب اليمن لا يزال مدرجا في القانون البريطاني كجزء من منطقة الاسترليني في الخارج، وكونه على قائمة تمنحه بعض الامتيازات التحكم في الصرف مع المملكة المتحدة حتى عام 1979 عندما ألغت مارغريت ثاتشر عن المملكة المتحدة ضوابط الصرف.

## الاتحاد ونهاية مستعمرة عدن

علم مستعمرة عدن من 1 أبريل 1937 إلى 18 نوفمبر 1963

علم ولاية عدن من 18 نوفمبر 1963 إلى 30 نوفمبر 1967

لحل كثير من المشاكل المذكورة أعلاه ومواصلة عملية تقرير المصير الذي كان يرافق تفكيك الإمبراطورية البريطانية تم اقترح أن تندمج مستعمرة عدن في اتحاد مع محميات شرق غرب عدن (محمية عدن). كان الامل من ذلك التقليل من مطالبات العرب بالدعوة إلى الاستقلال التام. كان الهدف من ذلك مواصلة السيطرة البريطانية على الشؤون الخارجية والاستمرار في المحافظة على شركة بريتيش بتروليوم في مصفاة عدن الصغرى.
الفيدرالية كانت أول اقترح من قبل وزراء المستعمرة والمحميات حيث سيكون مفيدا حيث الاقتصاد والعرق والدين واللغة. ولكن هذه الخطوة كانت غير منطقية من وجهة نظر القوميين العرب، لأنها اتخذت قبل الانتخابات الوشيكة، وكانت ضد رغبة العرب في عدن لاسيما النقابات العمالية.
ثمة مشكلة أخرى تمثلت في التفاوت الهائل في التنمية السياسية، في الوقت الذي كانت فيه مستعمرة عدن في نهاية الطريق إلى الحكم الذاتي رأى بعض المعارضين والسياسيين الاندماج مع السلطنات الاستبدادية والمتخلفة هو خطوة في الاتجاه الخطأ.
في 18 يناير 1963 تم دمج مستعمرة عدن مع اتحاد الجنوب العربي. في هذا الاتحاد الجديد حصلت مستعمرة عدن على 24 مقعدا في المجلس الجديد، في حين حصلت كل واحدة من السلطنات الإحدى عشر ستة مقاعد. تشكيل هذا الاتحاد الجديد تطلب وجود مساعدات مالية وعسكرية من بريطانيا.

## ولاية عدن
في 18 يناير 1963 تم إعادة المستعمرة تحت اسم ولاية عدن (بالإنجليزية: State of Aden)‏ ولكن في إطار جديد لاتحاد الجنوب العربي. بعد هذا التغيير وفي 17 يوليو 1963 استقال آخر حاكم لعدن السير تشارلز جونستون. عانى الاتحاد بعد ذلك الكثير من المشاكل وتم إعلان حالة الطوارئ بعدن في 10 ديسمبر 1963 حتى 30 نوفمبر 1967 يوم استقلال جنوب اليمن وإعلان جمهورية اليمن الديمقراطية الشعبية حيث استلمت السلطة الجبهة القومية للتحرير بعد انتصارها الميداني على غريمها التقليدي جبهة تحرير جنوب اليمن المحتل.

## البوليس المسلح
تم إنشاء البوليس المسلح في عدن في نفس الفترة التي اُنشئ فيها جيش الليوي عام 1928م. وقد تزايدت قوات البوليس المسلح منذ تأسيسها وحتى عام 1947م على النحو التالي:
1. 115 جندياً من أصل هندي بقيادة ضابط هندي عند التأسيس.
2. 215 جندياً عام 1931، وينتمون إلى الجنسيات التالية:
3. 116 جندياً يمنياً.
4. 96 جندياً هندياً.
5. 34 جندياً صومالياً.

- وفي عام 1947 تم تجنيد 648 جندياً، وحينها تم تنظيم البوليس المسلح في فرقتين هما:
  1. الفرقة الأولى وعدد أفرادها (250) فرداً أُطلق عليها اسم “الشرطة المسلحة”.
  2. الفرقة الثانية، وعدد أفرادها (391) فرداً وأُطلق عليها تسمية “البوليس المدني” وتعين لقيادتها القمندان ”إن. جي. ماكلين”. يعاونه ستة من كبار الضباط البريطانيين.